# Santervás de Campos
Santervás de Campos – gmina w Hiszpanii, w prowincji Valladolid, w Kastylii i León, o powierzchni 54,01 km². W 2011 roku gmina liczyła 136 mieszkańców.